# بریکرویل (پنسیلوانیا)
بریکرویل (به انگلیسی: Brickerville) یک منطقهٔ مسکونی در ایالات متحده آمریکا است که در شهرستان لنکستر، پنسیلوانیا واقع شده‌است. بریکرویل ۱٬۳۰۹ نفر جمعیت دارد و ۱۶۳٫۹۸ متر بالاتر از سطح دریا واقع شده‌است.